# Lappwald

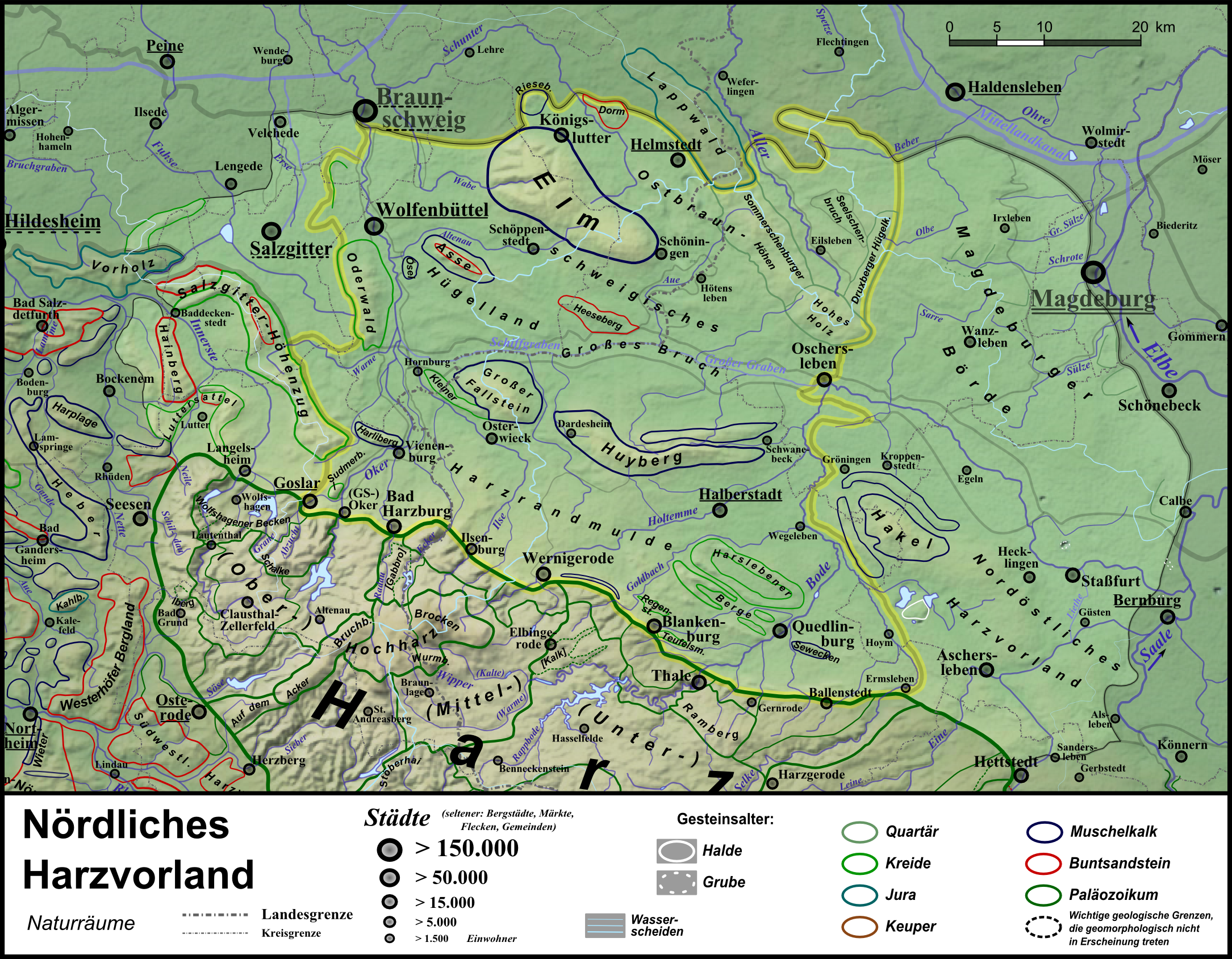
De streek ten noorden van de Harz; geheel bovenaan de kaart het Lappwald
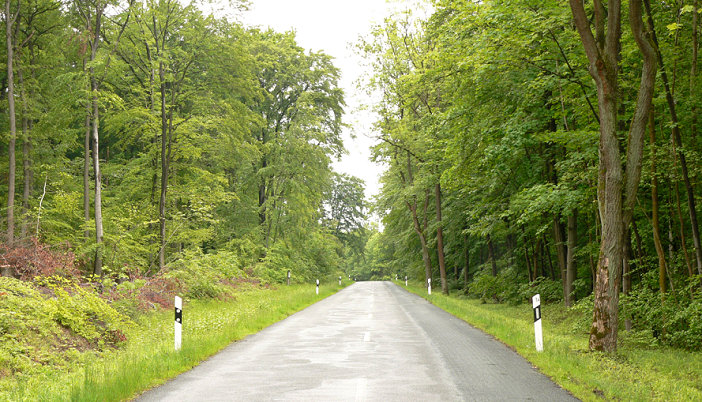
Weg in het Lappwald bij Bad Helmstedt
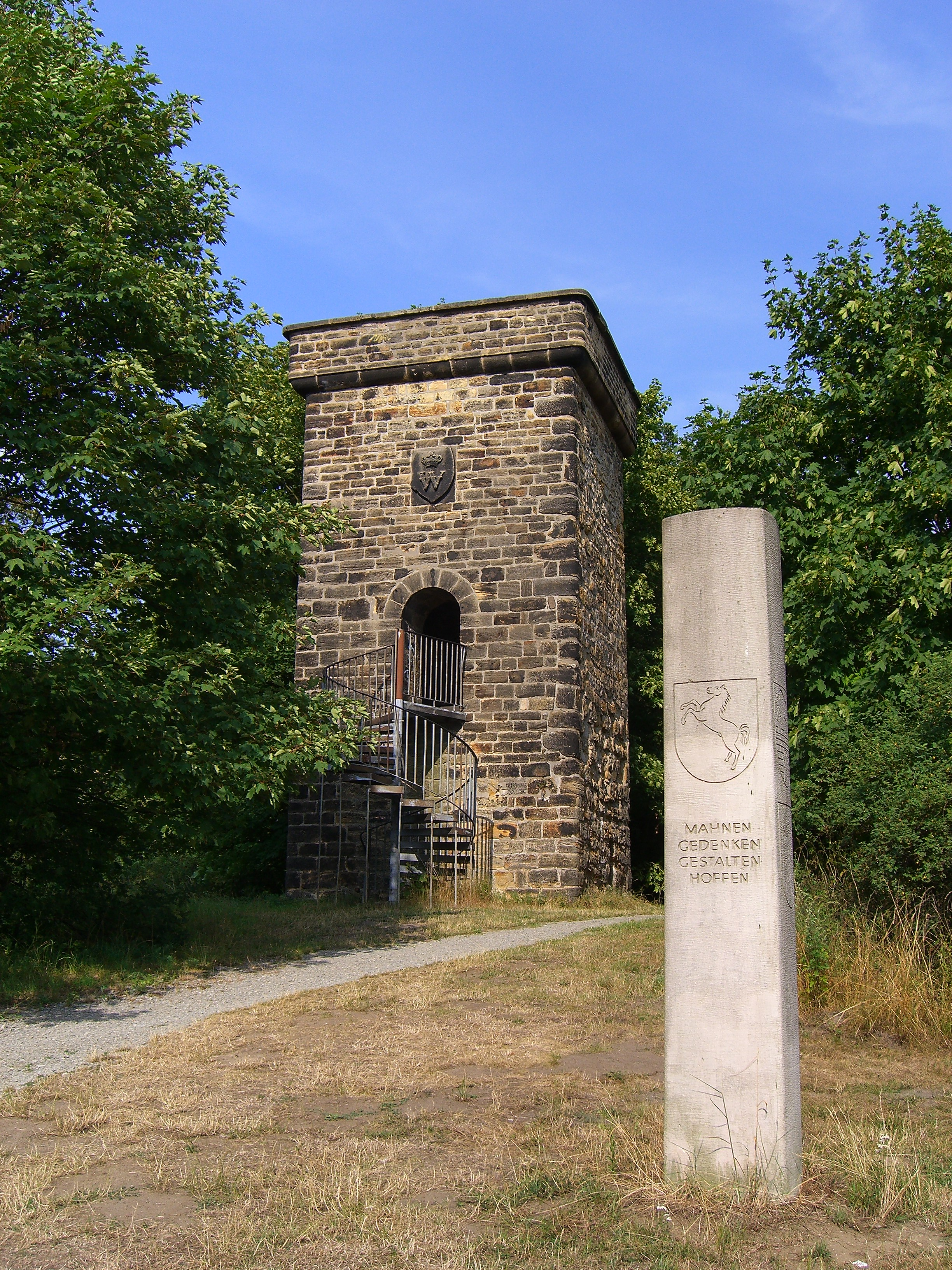
Magdeburger Warte (1855) bij Helmstedt

Het Lappwald is een 20 kilometer lange en vijf kilometer brede beboste heuvelrug in Duitsland, nabij Helmstedt. De deelstaatsgrens tussen Nedersaksen en Saksen-Anhalt loopt erdoorheen. Ongeveer drie-vierde ligt in Nedersaksen. Een deel van het woud is natuurreservaat. Het hoogste punt is 194 m hoog, en in een ten zuidoosten aansluitende andere heuvelrug de Heidberg met 211 meter.

## Ligging
Het Lappwald ligt in het Natuurpark Elm-Lappwald. Het verloopt van noordwest naar zuidoost, evenwijdig met de Elm, een tot meer dan 300 m hoge, met beukenbos bedekte, heuvelrug, die een tiental km westelijker ligt. Het gebied is vrijwel onbewoond. Er zijn alleen de plaatsen Bad Helmstedt van de gemeente Helmstedt, en 'Autobahn' van de gemeente Harbke en in het noorden de voormalige kazerne van Mariental-Horst, waar vanaf 1937 een Fliegerhorst  met militaire opleidingsschool van de Luftwaffe is geweest, en waar nu het Ortsteil Horst van Mariental ligt.  Van 1755 tot 1894, toen die opdroogde, was er op de locatie van Bad Helmstedt een als geneeskrachtig beschouwde, minerale bron in het bos aanwezig.

## Geschiedenis
Het Lappwald wordt voor het eerst vermeld in 1147 als Lapvualt.
De herkomst van de naam is onzeker: vermoedelijk komt het van de jachtterm Einlappen. Dat betekent ongeveer: rondom het terrein, waar een drijfjacht wordt gehouden, fladderende lappen of bundels veren ophangen, om het te bejagen wild zó te laten schrikken, dat dat het jachtterrein niet ontvlucht (Duits: durch die Lappen geht).
Het Lappwald was eeuwenlang een grensgebied tussen Pruisen en Brunswijk. Talrijke smokkelaars en criminelen maakten gebruik van deze grenssituatie. In de 20e eeuw volgde de Duits-Duitse grens hier dezelfde grenslijn.
Ten noordoosten van Helmstedt vindt men nog resten van de gracht van de landweer richting Walbeck. Twee 13e-eeuwse wachttorens, Walbecker Warte 1 en 2 genoemd, alsook een in 1855 ingrijpend gerenoveerde, van oorsprong ook middeleeuwse, wachttoren aan de weg naar Maagdenburg bevinden zich in het woud.
- Dit artikel of een eerdere versie ervan is een (gedeeltelijke) vertaling van het artikel Lappwald op de Duitstalige Wikipedia, dat onder de licentie Creative Commons Naamsvermelding/Gelijk delen valt. Zie de bewerkingsgeschiedenis aldaar.